# Jonathan Smith
Jonathan Smith, född den 9 maj 1961 i Salem, Massachusetts, är en amerikansk roddare.
Han tog OS-brons i åtta med styrman i samband med de olympiska roddtävlingarna 1988 i Seoul.